# Chapelle du Santo Niño del Remedio de Madrid
La chapelle del Santo Niño del Remedio est un oratoire catholique située dans le centre de Madrid, construit en 1917 sur l'église de l'hôpital Santa Catalina de los Donados. À l'intérieur se trouve la statue de l'Enfant Jésus du Remède qui est l'objet d'une vénération, particulièrement tous les 13 de chaque mois. 

## Histoire de la chapelle
En 1460, Pedro Fernández de Lorca, secrétaire et trésorier de Jean II de Castille, fonde sur une de ses propriétés l'hôpital de Sainte-Catherine de los Donados (es) pour soigner des moines âgés appartenant au monastère de San Jerónimo el Real.
En 1587, Philippe II décide de réunir les institutions de santé de Madrid mais l'institution reste. En 1856, il est transformé en hôpital pour aveugles et transféré en 1889 à Vista Alegre (es). Le 24 décembre 1893, l'hôpital est démoli, seule reste la chapelle qui est rénové en 1917. 

## Architecture
La porte et le tympan sont en fer forgé entourés de pierre de taille. La façade centrale est faite de brique avec une fenêtre à trois vantaux en ogive, au niveau supérieur se trouve un œil-de-bœuf surmonté d'un clocheton.
L'intérieur a un unique vaisseau, derrière l'autel se trouve le camarin (es) avec la statue de l'Enfant Jésus.

## Galerie

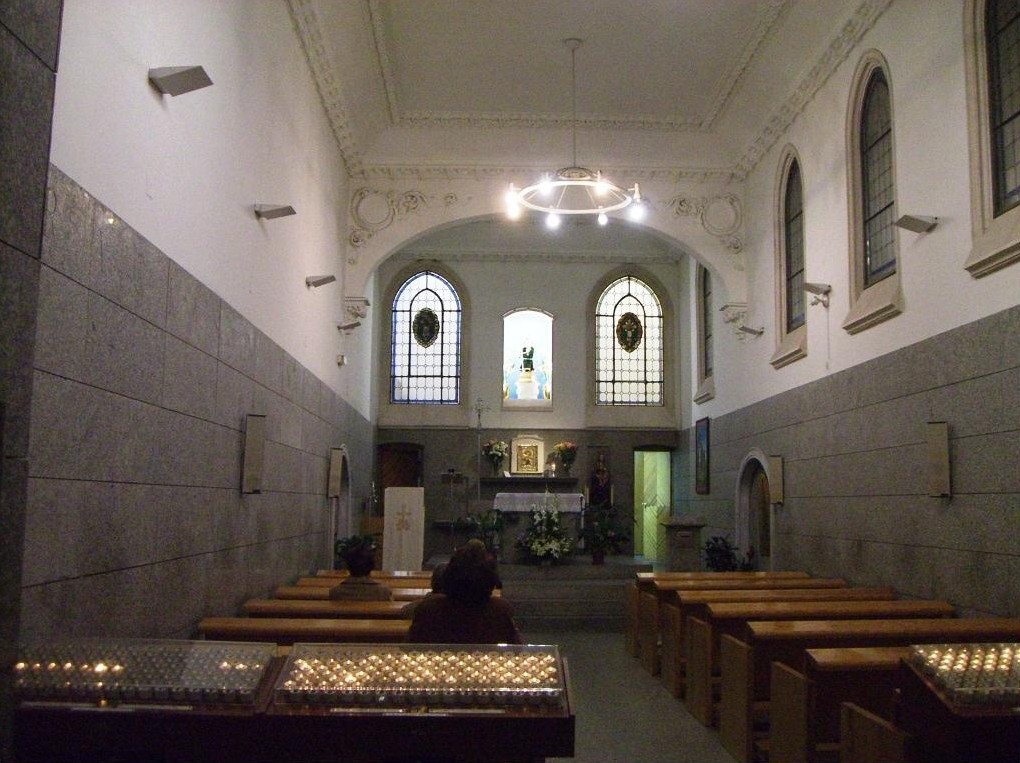
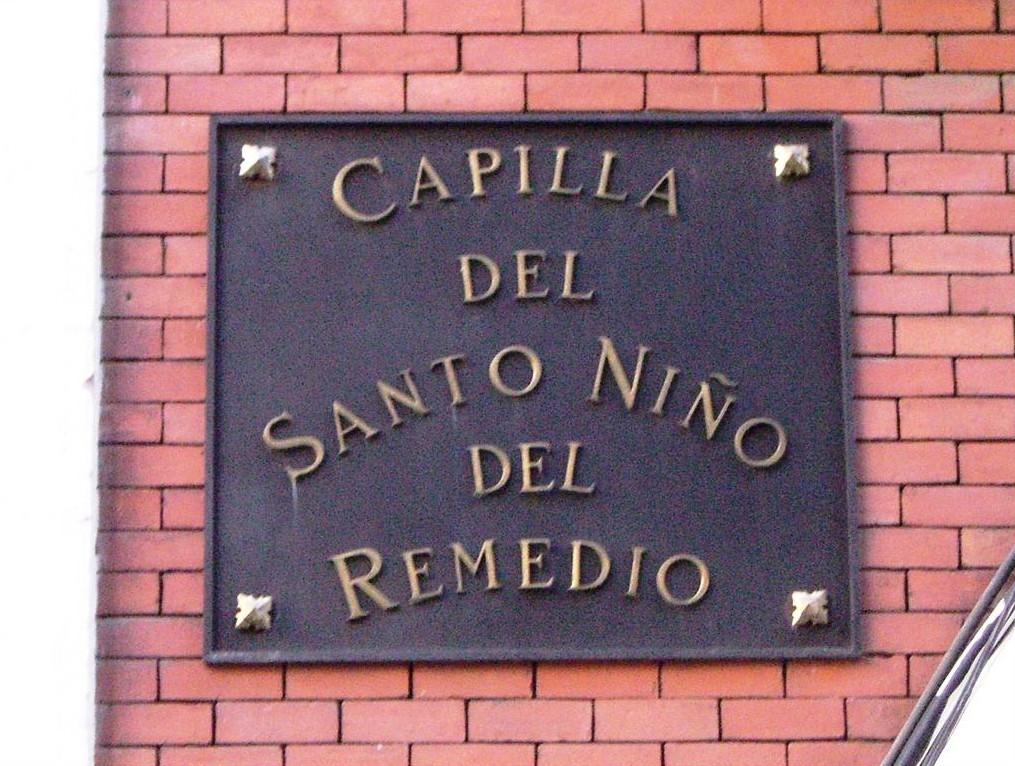
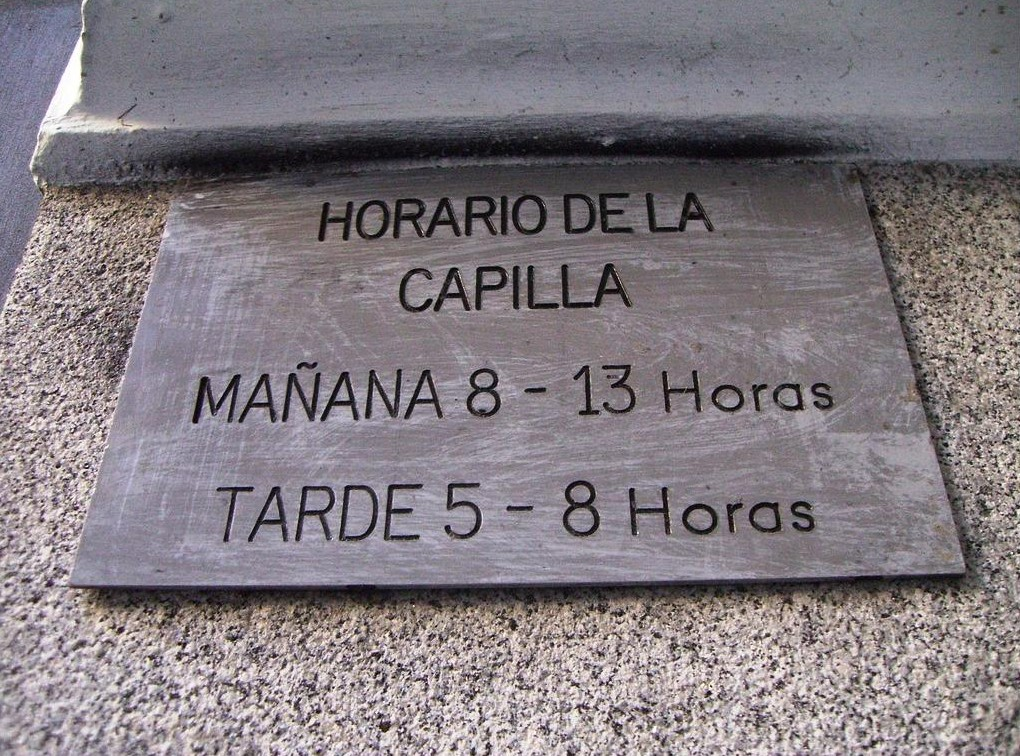